# Sheriff wider Willen
Sheriff wider Willen (Originaltitel: The Sheriff of Fractured Jaw) ist eine US-amerikanische Westernkomödie von Raoul Walsh aus dem Jahr 1958 mit Kenneth More und Jayne Mansfield in den Hauptrollen. 

## Handlung
Jonathan Tibbs übernimmt das Londoner Waffengeschäft seines Onkels und reist in den Wilden Westen, um seine Waffen dort zu verkaufen. Auf dem Weg in die Stadt Fractured Jaw (gebrochener Kiefer) wird er von Indianern überfallen, erwirbt sich jedoch den Respekt des Häuptlings Keeno und wird verschont. In der Stadt angekommen, wird der englische Gentleman mit den rauen Sitten der ansässigen Bewohner konfrontiert. Um der resoluten Bardame Kate zu imponieren, lässt sich Tibbs widerwillig zum Sheriff ernennen. Den Farmern und Cowboys der Stadt ist Tibbs ein Dorn im Auge, so dass er schon bald um sein Leben fürchten muss. Zur Seite stehen ihm nur die Indianer. Wider Erwarten gelingt es Tibbs, sich zu behaupten. Er gewinnt schließlich auch Kates Liebe. Die beiden heiraten.

## Hintergrund
Die ursprünglich US-amerikanische Produktion wurde aus Kostengründen nach Großbritannien verlagert. 
Der Film war die erste große Westernproduktion, die Teile ihrer Außenaufnahmen in Spanien machte. Zu diesem Zweck wurde eine Westernstadt auf einer Felsenebene nahe Madrid erbaut. Dieses Set wurde während des Italowestern-Booms wiederholt genutzt, unter anderem im Genreklassiker Für eine Handvoll Dollar.
Die deutschsprachige Erstaufführung erfolgte am 13. März 1959.
Die Musical-Einlagen des Films wurden nicht von Jayne Mansfield gesungen, sondern von Connie Francis.

## Kritiken
„Eine Komödie über die Komik und die Wirksamkeit unangemessener Verhaltensweisen. Raoul Walsh [...] weiß, daß man die sogenannte Zivilisierung des Westens nur als Witz abbilden kann; nur wer sich auf diesem Terrain falsch verhält, macht sich um die Verbreitung guter Sitten verdient.“